# Torneo Argentino B
Il Torneo Argentino B era una delle due divisioni regionali che componevano la quarta serie del calcio argentino, insieme con la Primera C Metropolitana, tuttora attiva. Le squadre dell'Argentino B erano affiliate indirettamente alla federazione calcistica dell'Argentina e provenivano dalle città esterne all'area della Grande Buenos Aires e della città di Rosario, le cui squadre partecipavano all'altra divisione regionale di quarta serie, la Primera C Metropolitana.

## Storia
La competizione fu istituita nel 1995, quando la federazione decise di riorganizzare i diversi campionati regionali in una struttura fissa, spostando i campionati regionali come quinta serie del calcio argentino. Rimase attivo fino alla sua stagione conclusiva del 2014, venendo sostituito a partire dal 2015 dal Torneo Federal B, mentre la Primera C Metropolitana continuò ad operare per le squadre della zona di Buenos Aires.

## Formula
La competizione, nonostante i numerosi cambi di formato, aveva una struttura divisa in otto gironi regionali, ai quali prendevano parte un totale di circa 100 squadre, al termine dei quali venivano giocati degli spareggi per decretare le promozioni, il cui numero variava di anno in anno, nel Torneo Argentino A.

## Albo d'oro
| Stagione | Campione                                   |
| -------- | ------------------------------------------ |
| 1995/96  | Almirante Brown Mataderos                  |
| 1996/97  | Ben Hur San Martín (MC)                    |
| 1997/98  | Nunorco Central Córdoba (SdE)              |
| 1998/99  | Racing (C) Huracán (TA)                    |
| 1999/00  | Chacras                                    |
| 2000/01  | Juv. Unida (SL) 9 de Julio (R)             |
| 2001/02  | Independiente Villa Obrera Talleres (P)    |
| 2002/03  | Guillermo Brown La Florida                 |
| 2003/04  | Atlético Candelaria Desamparados           |
| 2004/05  | San Martín (T) Sp. Patria (F)              |
| 2005/06  | Central Norte (S) Gimnasia (M) Santamarina |
| 2006/07  | Boca Unidos Cipolletti Libertad (S)        |
| 2007/08  | Dep. Maipú Patronato                       |
| 2008/09  | Unión Mar del Plata Estudiantes (RC)       |
| 2009/10  | Central Norte (S) Douglas Haig             |
| 2010/11  | Gimnasia (S) Racing de Olavarría           |
| 2011/12  | Alvarado Guaraní A.F.                      |
| 2012/13  | CAI Chaco For Ever Estudiantes (SL)        |
| 2013/14  | Dep. Madryn Atlético Paraná Gimnasia (M)   |